# Sira (Vorname)
Sira ist ein wenig verbreiteter weiblicher Vorname.

## Herkunft und Bedeutung
Der Vorname Sira ist im Orient, aber auch in Westafrika verbreitet und war der Name einer persischen Prinzessin. In Deutschland wird er sehr selten mit einer Quote von 1 auf 100.000 etwa seit 1993 zunehmend verwendet. Das Wort kommt in vielen Sprachen vor und hat somit verschiedene Bedeutungen.
- in Algerien: kabylisch Syra ‚Stern‘
- in Mali: "Erstgeborene"
- arabisch: „Lebensgeschichte“; auch „Biographie des Propheten Mohammed“
- hebräisch: „Lied“ oder „Gesang“
- indisch: „Kopf“ oder „Haupt“
- italienisch, auch spanisch: Sira, Kurzform des Vornamens Sirena (griech./italien.),[1] urspr. von Sirene
- in Finnland ist Siira relativ verbreitet.

## Verbreitung in Deutschland
- vor 2001 sind nur zwei namenstragende bekannt, so Sira Theurich (DSHS Köln)
- ab 2001 werden hier jährlich etwa 15 Mädchen "Sira" genannt.

## Bekannte Namenstragende
- Sira Busch (* 1993), nichtbinäre deutsche Person, tätig in Mathematik und Poetry-Slam
- Sira-Anna Faal (* 2000), deutsche Schauspielerin, Sängerin und Rapperin
- Sira Rabe (Pseudonym der Louise Laurent), Erotik-Schriftstellerin
- Sira Abed Rego (* 1973), spanische Politikerin der Izquierda Unida (IU), der Vereinigten Linken
- Sira Quiroga: fiktive Figur aus der spanischen TV-Serie „Grand Hotel“
- Sira Argonza: philippinische Schauspielerin
- Sira Kante: guineische Sängerin.

## Sonstiges
- Zira ist eine Figur im Film Der König der Löwen 2 – Simbas Königreich sowie im Roman und der gleichnamigen Filmreihe Der Planet der Affen.
- SIRA ist der Künstlername von Aris Pehlivanian, einem Komponisten und Musikproduzenten, der u. a. bei der Nr.-1-Single Komet mitgewirkt hat (siehe Sira (Musikproduzent)).